# Dimorphanthera keysseri
Dimorphanthera keysseri là một loài thực vật có hoa trong họ Thạch nam. Loài này được (Schltr. ex Diels) P.F Stevens mô tả khoa học đầu tiên năm 1974.